# ألبانيا تحت حكم الإمبراطورية البلغارية
انضوت أراضي ألبانيا المعاصرة في ظلّ حُكم الإمبراطورية البلغارية في فترات محددة في العصور الوسطى، واستوطن البلغار بعض الأجزاء فيما يعرف حاليًا بألبانيا الشرقية وخضعت لحكمهم على مدار عدة قرون. أصبحت معظم ألبانيا جزءًا من الإمبراطورية البلغارية الأولى في أوائل عقد الأربعينيات من القرن التاسع في عهد الخان بريزيان. وبقيت بعض المدن الساحلية مثل دراس في قبضة البيزنطيين طوال غالبية تلك الفترة. في حين ظلت القلاع الداخلية في الريف الجبلي آخر المعاقل البلغارية التي غزاها البيزنطيون في الأعوام 1018 – 1019 بالتزامن مع سقوط الإمبراطورية البلغارية الأولى - تومورنيتسا. خلال الحكم البيزنطي، كانت ألبانيا أحد مراكز تمرد بيتر ديليان. ويُعتبر إيفان آسين الثاني (1218-1241) آخر إمبراطور بلغاري يحكم الإقليم بأكمله، إنما تضاءلت السيطرة البلغارية بعد حقبة خلفائه. تنطبق أجزاء كبيرة من هذه المنطقة على منطقة كوتميشيفيستا التاريخية البلغارية.

## خلفية
خلال القرن السادس، استوطن السلاف القادمون من الشمال أراضي شبه جزيرة البلقان بأكملها، بما فيها ألبانيا. لم تكن الإمبراطورية الرومانية الشرقية قادرة على الدفاع عن أراضيها في البلقان، واتخذ معظم السكان الأصليين من البلدات الساحلية الكبيرة ملاذات آمنة، في حين راحوا يندمجون تدريجيًا بالسلاف. مع وصول البلغار إلى المنطقة في القرن السابع، استقرت مجموعة بلغارية بقيادة كوبر في مقدونيا وشرق ألبانيا.

## الإمبراطورية البلغارية الأولى
أفضى تشكيل الدولة البلغارية كنتيجة للجهود المشتركة بين البلغار والسلاف في عهد الخان أسباروخ في العام 681 إلى وضع أساسات العقيدة السياسية للدولة الجديدة –دمج القبائل السلافية المستقرة في البلقان تحت حكم البلغار. مهّدت النجاحات الكبرى على البيزنطيين في عهد الخان كروم الطريق للتمدد السلافي في الجنوب الغربي. في أربعينيات القرن التاسع، ضمت بلغاريا معظم ما يُعرف اليوم باسم ألبانيا ومقدونيا تحت حكم بريزيان وكافخان (الوزير الأول) إسبول. بعد تنصير بلغاريا في أواسط القرن التاسع خلال حُكم ابن بريزيان وخليفته، بوريس الأول، أصبحت العديد من المدن في جنوب وشرق ألبانيا، مثل ديفول أو بلغراد أو بالش، مراكز حضارية رئيسية.
وأصبحت تلك المنطقة، بما في ذلك مقدونيا الغربية، ثاني أكبر مركز حضاري للإمبراطورية البلغارية وبتأثير من مدرسة أوخريد الأدبية. عُرفت تلك المنطقة باسم كوتميشيفيستا. في العام 896 تقريبًا، استولى الحاكم البلغاري مشتعل الحيوية سيميون الأول ملك بلغاريا على أكثر من 30 حصنًا مجاورة لدراس، المدينة الرئيسية الوحيدة في قبضة البيزنطيين، لكنه لم يتمكن السيطرة على المدينة نفسها. إنما نجح صامويل البلغاري في النصف الثاني من القرن العاشر في تحرير دراس. وفي العام 996، عين صامويل الأسيرَ البيزنطي النبيل أشوت حاكمًا على المدينة، ولكنه هرب فيما بعد إلى القسطنطينية.
في العام 1005، تمكن البيزنطيون من استعادة دراس بعد أن تنازل عنها حاكمها الجديد جون كريسيليوس مقابل حصوله على لقب بطارقة الروم لنفسه وأبنائه. في محاولة للثأر بعد هزيمة الجيش البلغاري الساحقة في معركة كليديون (1014)، شن الإمبراطور البلغاري إيفان فلاديسلاف هجومًا على دراس، لكنه قُتل في المعركة، وهو ما آذنَ بانتهاء حقبة الإمبراطورية البلغارية الأولى. تواصلت المقاومة في حصون متفرّقة في ألبانيا حتى العام 1019 بقيادة أحد جنرالات صامويل المدعو إيفاتس.

## في ظلّ فترات الحُكم اللاحقة
في العام 1040، نشب تمرّد في المنطقة المحيطة بدراس بقيادة الجندي تيخومير بعد استياء السكان البلغار من الضرائب الباهظة التي أثقلتهم بها الحكومة البيزنطية. سرعان ما امتدّ التمرد ليشمل ألبانيا بأكملها، وانضم المتمردون إلى بيتر ديليان الذي ادعى أنه خليفة صامويل. بعد هزيمة البلغار في العام 1041، استعاد البيزنطيون سيطرتهم على ألبانيا. في العام 1072، اندلع تمرد آخر بقيادة جورجي فويته، إنما سحُق هو الآخر.